# Јохан Фридрих Хербарт
Јохан Фридрих Хербарт (Олденбург, 4. мај 1776 — Гетинген, 14. август 1841) je био педагошки систематичар који је засновао педагогију на психологији и етици. По њему је назван правац Хербартијанство.

## Живот и рад
Родио се у Олденбургу. Отац му је био правник (судски саветник). Латинску школу је посећивао у родном граду, а Универзитет у Јени. Време његових универзитетских студија било је веома плодно, јер се тада упознао са славном Кантовом филозофијом, и осим тога се на универзитету упознао и са Фихтеом. После завршених филозофских студија отишао је као домаћи учитељ у породицу неког швајцарског аристократе у Берну. Тамо је живео око три године. У то време и уз тај рад пробудило се у њему велико интересовање за педагогију. Томе је много допринела згодна прилика што је изблиза могао да се упозна са Песталоцијевим радом (Бургдорф), који га је одушевио.
Песталоцијев рад је у тој мери утицао на њега да је почео теоретски најозбиљније да га проучава и да пише о њему. Кад се вратио у Немачку, почео је да шири Песталоцијеве идеје. Као приватни доцент почео је да предаје педагогију 1802. године на Универзитету у Гетингену. Већ 1805. године постао је редовни професор тог Универзитета. Његово дело о Песталоцијевој „Азбуци посматрања“, додуше, није доживело велики успех, али је утолико чувенији постао својим делом „Општа педагогија изведена из васпитног циља“ (1806) и делом „Општа практична филозофија (етика)“ (1808).
Године 1809. био је позван за професора филозофије на Универзитет у Кенигсбергу. Постао је Кантов наследник. Тамо је основао педагошки семинар и експерименталну гимназију (као вежбаоницу) са интернатом. У то се време доста бавио психолошким проблемима, написао је и „Уџбеник за психологију“, а касније још и дело „Психологија као наука“.
Године 1833. вратио се на Универзитет у Гетинген и тамо је написао најзначајније дело „Нацрт предавања из педагогије“.

## Филозофија
Јохан Хербарт је био немачки филозоф који је желео да истражи како ум функционише - нарочито, како управља идејама или концептима. С обзиром на то да свако од нас током живота има огроман број идеја, како да не постанемо све више збуњени? Хербарту се чинило да ум мора користити неку врсту система за разликовање и складиштење идеја. Такође је желео да објасни чињеницу да, иако идеје постоје заувек (Хербарт је мислио да нису способне да се униште), неке изгледа постоје изван наше свести. Немачки филозоф из 18. века Готфрид Лајбниц први је истражио постојање идеја изван свести, називајући их ситним („малим“) опажањима. Као пример, он је истакао да се често сећамо да смо нешто опазили - попут детаља у сцени - иако тада нисмо свесни да смо то приметили. То значи да опажамо ствари и чувамо успомену на њих упркос чињеници да тога нисмо свесни.

### Динамичке идеје
Према Хербарту, идеје се формирају као комбинација информација из чула. Израз који је користио за идеје - Ворсфелунг - обухвата мисли, менталне слике, па чак и емоционална стања. Они чине целокупан садржај ума, а Хербарт их није видео као статичне, већ као динамичке елементе, способне за кретање и међусобну интеракцију. Идеје, рекао је он, могу привући и комбиновати се са другим идејама или осећањима, или их одбити, пре попут магнета. Сличне идеје, попут боје и тона, привлаче једна другу и комбинују се у сложенију идеју.
Међутим, ако две идеје нису сличне, оне могу наставити да постоје без повезивања. Због тога временом слабе, па на крају потону испод „прага свести“. Ако две идеје буду директно контрадикторне, „долази до отпора“ и „концепти постају силе када се међусобно опиру“. Одбијају једно друго енергијом која једног од њих тјера изван свијести, на мјесто које је Хербарт назвао „стањем тенденције“. и сада знамо као „несвесно“.
Хербарт је несвесно видео једноставно као неку врсту складишта слабих или супротстављених идеја. Постављајући дводелну свест, подељену посебним прагом, покушавао је да испоручи структурно решење за управљање идејама у здравом уму. Али Сигмунд Фројд је то морао да види као много сложенији и откривајући механизам. Комбиновао је Хербартове концепте са сопственим теоријама несвесних нагона како би сачинио основу најважнијег терапијског приступа 20. века: психоанализе.

## Педагошке идеје и значај

### Полазна тачка
Хербарт је као први велики педагошки систематичар засновао педагогију на психологији и етици. То, додуше, није само по себи било нешто сасвим ново, нарочито што се тиче морала као крајњег васпитног циља, али је Хербарт осим педагошке научне систематике развио оригиналне погледе на психологију и етику, који су, међутим, били претежно метафизички и у приличној мери формални. Хербарт је стајао делимично под утицајем просвећеног филозофског рационализма (Лајбниц и Кант), а делимично је био доста сродан реалистичко-механичкој мисли каснијег XIX века. То најбоље доказују његова психологија и етика, које треба познавати, бар у главним цртама, ако желимо да нам постане јасна његова педагошка замисао. Хербарт је, наравно, добро познавао и Песталоција и његово дело, а понегде се код њега осећа и утицај Русоа.
Важнија од Хербартове филозофске дефиниције душевности јесте његово објашњавање душевних процеса. Душевни живот се, по његовом мишљењу, састоји од различитих способности, као што су мислили психолози до тада. Душа реагује на надражаје, и тако се одржава. Облик којим душевност одговара на надражаје јесу представе. Сав психички живот се по Хербарту састоји из представа. Представе су међу собом у различитим односима и ове различите и законите везе између представа стварају шароликост и разноликост наше свести, тако да можемо говорити или о осећањима, жељама, вољи, или о сазнању и др.
Нове представе не могу да продру у свест без борбе са старим представама. Нове представе постају свесне тек онда кад имају елементе који су сродни старим представама. Иначе, оне постају све мање свесне, оне „потамне“, и у душевности остају још само као жеља, тежња. Начин на који нове представе постају део свести Хербарт назива аперцепцијом, која је од основне важности за сазнање.
Ова психологија, у којој се све изводи из представа, јасан је пример психолошког рационализма или интелектуализма. Зато Хербарт посматра сувише механички душевне догађаје, јер сматра да све душевне појаве настају из представа на основу неких математичких законитости. Својим учењем о удруживању представа као о основи душевног живота Хербарт је значајни присталица асоцијативне психологије.
Ништа мање метафизичка и интелектуалистичка није ни Хербартова етика. Филозоф поставља пет вечних и непроменљивих идеја којима се човек мора покоравати. Хербарт је, наравно, овим својим идејама пропагирао и послушност према постојећем поретку, јер се међу њима налази посебна идеја права која од свакога да уређује моралне спорове у складу са постојећим правом, и идеја одмазде, по којој човек треба да прими оно што је заслужио – опет у складу са постојећим прописима.
Јасно је да је ова етика идеалистичка. На таквом схватању психологије и етике Хербарт је засновао  строго изграђен педагошки систем. Из етике је црпео васпитне циљеве, из психологије васпитна средства. Мада је Хербарт заиста систематски засновао педагогију и логички средио сазнања, ипак би било неправилно тврдити да научна педагогија почиње са Хербартом. Сигурно је да је већ Коменски са „Великом дидактиком“, у сагласности са временом у коме је живео, дао први пример мисаоно заокружене и утемељене педагогије.

## Васпитни циљ
Главни циљ целокупног васпитања видео је Хербарт у моралном карактеру (у испуњавању моралних идеја), дакле, у карактерности и врлини развијању одговарајућих представа.

### Васпитна средства
Васпитна средства су по Хербарту: вођење детета, настава и васпитање у ужем смислу (формирање карактера).

### Вођење
Док дете није толико развијено да би могло само морално да управља својим животом, да само процени шта је добро, морамо га водити. Вођење је, дакле, васпитно средство које примењујемо у раном детињству или изузетно онда када је нарочито велика опасност за морални живот васпитаника. Вођењем, дакле, улазимо споља у дете, њиме покушавамо да савладамо вољу детета, његово тело, али му не допремо до срца, до осећања, у унутрашњост његову. Овим васпитним средством хтео је Хербарт да савлађује необуздану природу детета, његову несташност и претерану живахност. Хербартово оштро одвајање вођења од „васпитања у строгом смислу“, које тражи васпитаникову унутрашњост,  док се код вођења ради само о спољним утицајима (овамо убраја и телесно васпитање), ненаучно је, у својој основи. Васпитни утицаји не могу се тако одвајати, јер свако поједино васпитно подручје припада целокупном васпитном формирању човека.
Средства вођења су по Хербарту ова: опомена, надзор, наређења, забрана, казна, игра, рад, ауторитет и љубав. Хербарт је детаљније описао како треба употребљавати свако поједино средство и неке су му напомене потпуно правилне, на пример – да наређење, односно забрана, морају бити тачне и конкретне. Али има и много неприхватљивог (на пример, општи принцип да наређење и забрану не треба образлагати детету). Хербарт је такође и ауторитет схватао као средство које треба да савлада дете, да га укроти, да у њему угуши сваку неправилну склоност. Говорећи о казни, Хербарт нимало не преза од тога да тврди да треба детету улити страх чак и телесном казном, и да препоручи као казну и пост за неколико сати или затвор у посебном простору.
У Хербартовој теорији о вођењу има, укратко речено, много елемената најстрожег и нехуманог приморавања, што је, несумњиво, одраз прускоапсолутистичког духа, који је тада владао у његовој отаџбини.

## Настава и интереси
Хербарт је за историју педагогије сигурно најзначајнији због своје теорије о настави. То је за њега најважније васпитно средство, јер се помоћу ње долази до сазнања и тиме се омогућава моћ расуђивања. Тако се њоме утиче на вољу и карактер. Свака настава је због тога васпитна,  као што не може да постоји васпитање које не би произилазило из наставе. А главна сврха науке је да продуби многострано интересовање. И зато Хербарт буђењу интереса у настави приписује тако велики значај. Интерес води продубљивању градива и разноврсним сазнањима, као и заједничком животу са људима. Сазнајни интерес Хербарт дели на емпиријски (односи се на искуствене предмете и појаве), на спекулативни (циљ на апстрактно мишљење, на опште законитости) и на естетски (омогућава процењивање вредности с' обзиром на лепоту). Интересе заједничког живота дели на: симпатетички интерес (ради се о односима између појединаца), на социјални (однос према народу, држави, човечанству) и на религиозни (однос према богу). Ученику, дакле, треба дати такво знање које ће бити у складу са овим интересима.
Тако се по Хербарту у извесном смислу подударају средњошколски предмети са наведеним интересима. Емпиријском интересу одговарају природне науке, земљопис, хемија, физика; спекулативном – логика, математика, граматика; естетском: певање, цртање, литература; симпатетичком – језици; социјалном: историја, политика, право; религиозном – веронаука. По Хербарту, ови интереси треба да се преплићу, комбинују, и не смеју бити међу собом оштро одвојени.
Позитивно је било то што је Хербарт узимао у обзир интересе ученика, мада их је погрешно објашњавао.
У погледу буђења интереса, дао је овај педагог доста важних упутстава. Тако, на пример, препоручује да је потребно већ на самом почетку часа ученика упознати са васпитним циљем, увести га у круг одговарајућих представа, да не смемо гомилати сувише градива, да настава не сме да буде претешка ни сувише лака, да треба искористити очигледна средства, учити постепено и избегавати сувише велике разноврсности и брзе прелазе.

### Пажња
Из напред наведенога може се видети да је Хербарт за психолошку основу интереса сматрао пажњу, коју је такође делимично правилно објаснио. Његово извођење пажње из представа је, разуме се, погрешно. Али он је правилно увидео да постоји намерна и ненамерна пажња. Ненамерну пажњу је делио још на примитивну (она постаје под утицајем снажних утисака) и аперцептивну (која настаје под утицајем већ датих представа и омогућава удруживање ових представа са новим представама).

### Облици наставе
По облику наставног рада Хербарт разликује дескриптивну (описну), аналитичку и синтетичку наставу. Описна настава проширује учениково искуство, и ослања се јако на очигледност (учитељево причање, слике). Аналитичка настава усмерава ученикову пажњу и мисаони рад на појединости, уводи га у упоређивање, развија његово логичко мишљење (суд, закључак, дефинисање, класификовање, доказивање). Изводи се у облику разговора. Али пошто је ова настава немогућа без искуства, она претпоставља дескриптивну наставу. Синтетичка настава у којој се ради о удруживању свих елемената у једну целину, има за сврху да ученика научно и морално васпитава на основу његовог искуства, покушава да му помогне да формира поглед на свет. И зато је у најтешњој вези са спекулативним интересом. – Пошто Хербарт сувише дели аналитичку и синтетичку наставу, оваквом наставом погођено је знање ученика, које је увек плод аналитичко – синтетичког мисаоног рада.

### Артикулација наставе
При усвајању наставног градива, коме се приближавамо интересом и пажњом, ради се, по Хербарту, о двеју ствари: о продубљивању и о просуђивању. Настава се мора одвијати у складу са психолошким законима, и зато је Хербарт наставни процес рашчланио на четири степена: на степен јасноће, асоцијације, система и методе, али није јасно казао у ком временском оквиру треба да се пређу.

#### Јасноћа
Код јасноће се ради о томе да се ученик удуби у појединости, да јасно увиди појединости. Зато је, наравно, потребна концентрисана пажња, коју учитељ постиже са што већом очигледношћу.

#### Асоцијација
Код асоцијације ствар је у томе да се ново градиво удружи са старим. Ученик треба да упоређује, учитељ треба спретно да води разговор и тако да помаже ученику да пронађе везу између старих и нових представа. Тако се у настави ствара континуитет.

#### Систем
Код система се ради о томе да се поједина сазнања повежу у целину. Сваки поједини предмет треба да добије одређено место и своју вредност у склопу целине (система). Ученик треба да открива, да тражи, а учитељ да проучава, то значи, да тумачи, пошто води до утврђивања општих мисли, правила и законитости.

#### Метода
Код методе је важно да се ученик вежба и да своје знање практично примењује. Ученику је сад потребна активност, а учитељ треба да наводи ученика на практичан рад и да утврди његово знање (решавање задатака итд.)
Очигледно је да постоји нека сродност између Хербарта и Песталоција. Што за првога значи јасноћа, то је за другог чулна перцепција, што је првоме систем, то је другоме појам. Остала два елемента у дидактици су нова код Хербарта.
Наведена четири наставна степена позната су као „формални наставни степени“ (тај назив је настао касније). Мада су неки Хербартови ученици зашли још дубље у шаблонско схватање наставног процеса него и сам Хербарт, ипак се већ у Хербартовим наставним степенима налазе снажне клице наставног шаблона. „Формалнима“ су их, наиме, називали зато што у духу Хербартових захтева треба свака настава да се изводи према четири ова наставна степена, без обзира на то какво је наставно градиво и каква је конкретно наставна тема. А то значи да је Хербарт наставу схватао сувише механички и да је одвајао елементе наставног процеса од садржине наставног градива. Избор структуре и наставног часа зависи, то је јасно, од више фактора, о којима Хербарт не води рачуна. У настави никад не сме да преовлађује схема.
Осим тога, код Хербарта су поједини степени сувише оштро одвојени један од другог, као да се настава састоји из низа одвојених процеса.
По Хербартовом мишљењу настава не треба да траје дуже него дотле док деца не постигну природну зрелост. Хербарт се није загревао за национално васпитање као његов савременик Фихте, него више за индивидуално.
Што се тиче односа између цркве и школе, Хербарт је, наравно, заступао мишљење да између једне и друге треба да владају пријатељски односи, мада у складу са тадашњом политиком није допуштао да у школству има црква првенство и вођство.
У погледу неких специјалних методика дао је Хербарт неколико веома корисних упутстава, мада она нису нова. Тако је, на пример, за историју препоручивао да тумачење треба да буде јасно, сликовито (опис догађаја, личности), а језик једноставан. Истицао је такође важност очигледних средстава (земљописних карата, слика, портерета и др.). У настави земљописа ценио је приповедање (на пример у облику измишљеног путовања) и рад са земљописном картом. У настави језика и књижевности полагао је много на читање уметничких дела, на естетско читање, на развијање говора и писменог изражавања (писмени састави према учитељевим упутствима).
Сматрао је, у целокупној настави, да је учење напамет неопходно да би се учврстиле оне представе које су у одређеној теми нарочито важне. Понављати треба оним редом којим је наставно градиво било усвојено. Нарочито треба пазити на главне мисли.
Настава води до васпитања у ужем смислу.

## Васпитање у ужем смислу
Сврха тога васпитања јесте морално снажан карактер, и зато се ово васпитање подудара са моралним. Док је вођење детета намењено детету само за садашњост, ово васпитање смера на развој детета у будућности. Поред наставе је, дакле, потребно још нарочито васпитање које треба „непосредно да утиче на осећање омладине“, мада обоје мора бити међусобно повезано. По Хербарту се морално васпитање ослања на многострано интересовање и моралне представе (идеје). Морално васпитање треба, дакле, да захвати целокупну ученикову активност, али му не сме дати свест о самосталности, јер је „опасно допустити да се развије жива свест о самосталности у деловању“. А зато је утолико важнији учитељев ауторитет: „Ако је учитељ једини који у ученику развија опште мишљење...онда је од битне важности да има такав ауторитет да васпитаник не може осим њега ценити никакав други ауторитет.“
Очигледно је да је Хербарту било врло стало до тога да се васпитаник подреди утицају учитеља, и да тако постане добар пруски грађанин. Овим духом подређивања ауторитету Хербартово се васпитање у ужем смислу умногоме његовом вођењу детета, где је овај дух уопште битан. У његовом васпитању у ужем смислу има такође много формализма. То значи да му је стало до вођења детета помоћу спољних одлука, а не до тога да измени процењивање детета.
Хербарт је много очекивао од верског васпитања, са којим треба почети већ у раном детињству како би душа заувек била чврста у вери.
Овај педагог је приписивао велики значај учитељу, који треба да преноси знање и који представља уопште једини ауторитет у погледу моралног васпитања. Зато је потребно да учитељ буде широко и дубоко образован (у филозофији, науци и педагогији). Добра је његова мисао да учитељ не сме да буде „ни књига која хода, ни компилација него образован човек“. Али нема сумње да је Хербарт учитељев ауторитет сувише заснивао на ауторитету подређивања.

## Васпитање и образовање су нераздвојно повезани
Васпитање и образовање су нераздвојно повезани, са тим што је образовање подређено појму васпитања.
Већина педагошких теоретичара и практичара пре Хербарта разликовала је појмове васпитања, образовања и наставе. Васпитање је схватано као обликовање и развијање људског карактера са циљем његовог побољшања у превасходно моралном смислу. Образовање је везивано углавном за интелектуални развој личности, а по садржају је било веома блиско појму наставе, који наглашава аспект организованости, методичности и систематичности у стицању знања и вештина, и развијању интелектуалних способности. Притом, питања васпитања и образовања су углавном разматрана одвојено, или, у најбољем случају, паралелно. Понекад је на нижим ступњевима образовања разматрано питање како настава може бити подржана васпитањем и обрнуто. Морално васпитање је најчешће разматрано као пратња интелектуалном васпитању или образовању.
Подређујући у својој васпитној теорији појам образовања појму васпитања, Хербарт је унео новину у схватању њиховог међусобног односа. Одговарајуће образовање, а посебно настава, јесте, у том смислу, најпоузданије средство које може осигурати успешност васпитања. Наставу је схватио као централну активност васпитања. Она заправо представља теоријску репрезентацију и разумевање света и човека, формирање "мисаоног круга представа", знања, способности и вештина које нам омогућавају да схватимо основне тековине људског искуства и културе. У том смислу Хербарт наглашава да "ова репрезентација света, света у целини и у свим познатим периодима" (према: Hilgenheger, 2000; 7) мора да се одвија на такав начин да повезује мишљење, осећања и начин деловања. Савременим речником речено, добро организована знања и стабилне когнитивне структуре јесу основа емотивног и конативног развоја човека. Стабилна оријентација људске воље и поузданост деловања у том правцу јесте функција когнитивно структурисаног приступа (Hilgenheger, 2000). У том смислу, Хербарт је сматрао да добро образовање може да допринесе моралном развоју човека, и да то треба да буде његов крајњи циљ. Отуда се морално васпитање не може разматрати као додатак интелектуалном васпитању. Напротив, морални развој се базира на интелектуалном васпитању. Пут води од знања, преко моралног расуђивања, до моралног понашања. Као што "вредност човека није у знању, него у хтењу", тако и вредност образовања није у самој количини или било каквој спољашњој корисности знања, вештина и информација, него, пре свега, у његовом потенцијалу да људе учини бољим, хуманијим.
Желећи да појасни разлику између дотадашњег схватања наставе и појма "васпитне наставе", Хербарт наглашава да "свака настава ни издалека није педагошка. Ако нешто учимо ради зараде и издржавања или пуког љубопитства, онда ни не хајемо за питање да ли тиме постајемо бољи или гори. Какав год да је, човек има намеру да учи ово или оно, и то чини свеједно да ли у добре, лоше или равнодушне сврхе. За њега је прави наставник онај који га научи да жељеним вештинама tuto, cito, iucunde (сигурно, брзо и на пријатан начин). О таквој настави овде се не говори, већ само о настави која васпитава."
Васпитна настава може бити успешна само ако не повређује индивидуалност ученика. Хербарт је веровао да се свако дете рађа са јединственим потенцијалом, са својом индивидуалношћу. Његово искуство као васпитача било је довољно да схвати да се деца разликују по способностима, склоностима и темпераменту, и да су такве разлике утемељене као део индивидуалитета и јединствености дечјег развоја од самог почетка. Да ли су те разлике рефлектоване у души, или резултирају из врло раног искуства, или потичу од телесних разлика - питање је које Хербарт оставља нерешеним задовољавајући се више таутолошком декларацијом да деца имају различите диспозиције, које морају бити узете у обзир у педагошком процесу (Blyth, 1981). Међутим, оно што је најважније јесте да тај индивидуални потенцијал остаје неразвијен и неиспуњен док не буде "анализиран и трансформисан васпитањем у складу са оним што је он (Хербарт) сматрао за акумулиране вредности западне цивилизације. Продукт ове трансформације је морални карактер" (Blyth, 1981; 70).
Хербартово схватање аперцепције извршило је значајне промене у педагошкој теорији и пракси. Метод васпитног рада и деловања добио је емпиријску основу, а читав наставни програм и рад захтевао је систематску организацију у складу са способношћу асимилације, тј. аперцепције. Хербарт је јасно истакао значај прошлих, стечених представа за схватање нових утисака и зато аперцепција, по његовом схватању, објашњава потпуни развој човечјег духа. Свест се састоји из онога што је научено, а значај наученог лежи у његовој расположивости за даље образовање.
Садржај образовања, у складу са хуманистичким идеалом XVIII века о хармонијском развоју свих људских потенцијала, био је усмерен на изучавање класичних језика, историје, савремених језика, математике и природних наука. Хербарт је поставио високе стандарде образовању. Он брани употребу класичне литературе и историје на најранијим ступњевима образовања уместо сувопарних лекција о добром понашању које су биле популарне у то време. С' обзиром на чињеницу да су моралистичке приче у многим букварима и читанкама тог периода биле веома предвидиве и поједностављене, Хербарт је желео да деца разумеју психолошке и књижeвнe нијансе ремек-дела. Он је сматрао да педагошку вредност има само оно наставно градиво које покреће на размишљање, удубљивање. Читање класичне античке литературе (посебно Хомерове Одисеје) превасходно је значајно са становишта увида у међуљудске односе и вредности, па тек онда са становишта познавања старогрчког језика. Историја, по његовом мишљењу, не би смела да се сведе на спољашњу хронологију догађаја, већ мора да делује на осећања, да обузме душу ученика и да га упозна са величином и слабостима људи, дајући јасну слику живота и схватања одређене епохе. Занимљиво је да је изучавање природних наука повезивао са експериментом сматрајући га погодним за развој дечјег истраживачког духа, што је чињеница која може да изненади с' обзиром на то да је у питању период од кога нас деле пуна два века. Математика треба да буде укључена у програм не само због њеног научно-техничког значаја већ као суштинско средство вежбања мишљења за посебну врсту концентрације коју не пружа ни један други садржај, а која је важна за формирање стабилног карактера личности. Хербарт је велику пажњу посвећивао естетском васпитању (поезија и музика) јер оно повољно утиче на развијање осећајности код деце.
Хербартов велики значај је у томе што је напустио схватање о способностима које би могле да се усаврше вежбом на ма којој врсти материје и што је подвукао пресудну важност наставног садржаја. Самим тиме, он је и питање наставних метода разматрао управо са становишта њихове везе са наставним садржајем, будући да је метод морао обезбедити везу измeђу старог и новог градива.
Многи критичари, а посебно Дјуи, сматрали су да Хербарт претерано наглашава улогу свесно формулисаних и употребљених метода и, нарочито, формалних ступњева (Наставни рад се одвија кроз четири ступња: јасност, асоцијација, систем и метод.) који могу да се утврде за све наставне методе, предмете и нивое образовања. Услови и односи под којима се васпитање и образовање одвијају су далеко сложенији. Дјуи сматра да Хербартова теорија узима у обзир све васпитне факторе осим саме средине у којој се васпитно деловање дешава. Међутим, треба рећи да је Хербарт увео ступњеве наставе са идејом да се наставни процес темељи на законитостима мисаоног процеса ученика, онако како их је тадашња психологија познавала и схватала, а чијом развијеношћу ни сам није био задовољан. Не треба заборавити његово схватање да је поред методичких упутстава, на којима су нарочито инсистирали његови следбеници, у васпитној пракси наставнику потребан и педагошки такт како би могао уважавати специфичности конкретне педагошке ситуације.
Колики је значај Хербарт придавао садржају и методама образовања показује и његова теза да се одговарајућом организацијом може управљати не смао учењем него и мотивацијом или интересовањем за учењем. Појава интересовања зависи, у великој мери, од карактера самог садржаја који се учи и начина његовог презентовања. Прави осећај задовољства не може се наћи ван самог учења, у похвалама и оценама, него у самом процесу учења, у овладавању и разумевању суштине градива, у доживљавању његове вредности. То се може постићи ако се настава организује на такав начин да ангажује читаву личност ученика, ако се учи са разумевањем и са интересовањем. У мањем педагошком тексту, публикованом 1818. године под називом "Педагошко схватање школе" Хербарт још једном наглашава да се његов појам васпитне наставе разликује од дотадашњег схватања образовања и у избору циљева и у средствима која користи. У тзв. васпитној настави нагласак је на развијању интересовања за стицање знања, вештина и навика. Многа се знања, вештине и навике могу изнудити, могу бити резултат дисциплине или самодисциплине, али су за укупно образовање бескорисна ако им недостаје одговарајуће интересовање. Улога интересовања, по Хербартовом мишљењу, не ограничава се тиме да их у наставном процесу користимо само као мотивациона средства која ће ученицима помоћи да лакше науче оно чему наставник жели да их подучи. "Ово правило означава идеју да је подучавање циљ, а интересовање значи достизање тог циља. Ја обрћем ову идеју. Подучавање мора да служи циљу формирања интересовања. Оно је пролазно, а интересовање мора да буде доживотно" (према: Hilgenheger, 2000; 7-8). Не развијамо интересовање да бисмо некога нешто научили, него подучавамо некога да би развио многострано интересовање.
Мада је његов појам многостраности интересовања (суштински груписана у интересовања за природни свет и интересовања за људска бића) као најважнији циљ наставе критикован као и сваки хуманистички идеал о складном развоју свих људских снага (Хуманистички идеал свестраног или хармоничног развоја свих људских потенцијала не прихватају многи педагошки правци XX века, као што су духовно-научна педагогија, неке варијанте социјалне педагогије, прагматистичка педагогија, егзистенцијалистичка педагогија и др.), Хербарт је веома допринео да питање интересовања постане једно од најважнијих педагошких проблема.
Иако је интересовање у васпитној настави циљ учења, оно задржава своју функцију и као средство, и тиме је његова функција појачана. Настава мора бити по себи интересантна ако хоће да допринесе развоју интересовања. "Најгори грех наставе јесте досада."
Хербартово педагошко мишљење, лично искуство и експериментисање уверили су га у задивљујућу делотворност васпитне наставе (према: Hilgenheger, 2000). Његова активност, као приватног учитеља у Берну, образовног саветника у Бремену, професора филозофије и педагогије на универзитетима у Гетингену и Кенигзбергу, руководиоца експерименталног педагошког института при Универзитету у Кенигзбергу, потврђивала је ваљаност појма "васпитне наставе" који је доживео и своју практичну проверу и у породичној средини и у школским условима. Када је Хербарт прихватио постављење на Универзитету у Кенигзбергу 1809. године, он је изразио жељу не само да држи предавања из филозофије и педагогије, него и да успостави малу експерименталну школу. То је образложио следећим речима: "Међу другим интересовањима, предавање васпитне теорије је посебно драго мом срцу. Али ова настава није ствар само научне теорије. Она мора бити демонстрирана и практикована. На тај начин наставници се постепено обучавају и њихове методе се усавршавају заједничким посматрањима и комуникацијом. Међутим, као што програми нису ништа без наставника, тако и наставници који хватају замах духом програма имају добро вежбање метода у малим експерименталним школама, што је најбоља припрема за будући рад у већим групама. Као што је Кант изразио: прво експерименталне, а тек онда редовне школе" (према: Hilgenheger, 2000; 8-9).
Иако се настава на различитим нивоима образовања разликује у погледу сложености и врсте захтева које поставља пред ученике, врлина или морални карактер као циљ образовања гарантује јединство школског система у целини. Међутим, овај суштински сегмент Хербартове теорије о "васпитној настави" није извршио одлучујући утицај на реформу нити појединог типа школе, а камоли националног немачког или било ког европског образовног система (Hilgenheger, 2000).

## Значај
Хербарт је педагог који је у другој половини XIX века доживео веома велику популарност, који је снажно утицао на европску и америчку школу (нарочито средњу), који је стекао неколико одушевљених присталица у редовима теоретичара, а још више у редовима практичара (професора, учитеља). Хербарт је дуги низ година био популаран, такође и код нас. Нема сумње да су томе узрок позитивне стране његовог педагошког система; позитивне у релативном смислу, наиме, зато што су његови формални степени ипак уносили ред у наставу, макар и погрешан, што је то још увек било боље него дотадашњи хаос. Делимично је томе узрок и дух његове педагогије, који је умногоме тако дивно одговарао класно експлоататорском карактеру буржоаског друштва, и поготову бирократској бездушности апсолутистичке владавине. Нема никакве сумње да се многи практички педагошки радник могао одушевљавати за Хербарта баш због онога што у њему има позитивног, мада је при томе изгубио из вида друштвену улогу његове педагогије у целини и опасности које она садржи, као и несумњиве заблуде и ненаучност. И поред свега тога нема сумње да Хербартов значај за развој педагошке мисли и његову делатност (не) можемо мимоићи.
Мада је његова педагошка систематика била изграђена на идеализму и метафизици, ипак је она играла веома позитивну улогу и допринела је много слави свога творца. Није никакво чудо што су многобројни педагошки стручњаци баш на Хербарту почели да проучавају педагогију уопште, и што је за многе Хербарт представљао педагогију уопште. Није без значаја ни то што је он први почео да предаје педагогију на универзитету, те јој је тако дао ауторитет универзитетског професора и универзитетске дисциплине. Ако узмемо у обзир и то да се некако баш у то доба почело снажније развијати и неговати теоретско образовање учитеља, биће нам утицај Хербарта још разумљивији.
Осим тога, Хербарт је несумњиво усавршио дидактику, у чему је његов највећи историјски значај. Он је био први који је артикулисао наставни процес и наставне часове и дао у ту сврху карактеристичну структуру. Тако је веома оживео и продубио смисао за наставни процес као строго организовани рад. Позитивно је и то што је много ценио наставу и што је целокупан педагошки рад приближио психологији, мада погрешној психологији.
И зато је толико значајан, иако стар, његов захтев да наставом треба развијати многостране интересе и пажњу, мада се не слажемо са његовим извођењем и схватањем интереса. Његово заузимање за развој многостраних интереса подигло га је изнад уског класицистичког образовања идеала и приближило га је математици и природним наукама као саставним деловима образовања. Хербартова теорија о васпитности наставе је такође у суштини позитивна.
Нипошто се не може мимоићи низ његових упутстава у погледу специјалне методике, коју је после Песталоцијевог елементарног степена проширио на остале степене (нарочито на средњошколске). Плодоносна су његова упутства о буђењу пажње, о буђењу интереса, о техници понављања, о логичном раду ученика, учитељевом тумачењу и разговору. Могу се такође узети у обзир и неке његове мисли о васпитању.
Осим овог великог позитивног удела и позитивног наследства има код Хербарта свакако и доста онога што је неприхватљиво, конзервативно, ненапредно и ненаучно.
Ненаучно је изводити васпитни циљ и целокупну педагогију из неке религиозно – идеалистичке и метафизички априорне етике. Ни педагогија се не може изводити само априористички. Осим тога, Хербартова је етика прилично индивидуалистичка. Хербарт у првом реду мисли на појединца, што несумњиво указује на буржоаски индивидуализам, који је тада настајао. Јасно је такође да је Хербартово схватање васпитног циља сувише уско. Педагог је нарочито грешио у односу према телесном васпитању, које није укључио у педагошки систем, него га једноставно убрајао у „вођење“ деетета, не бавећи се њиме више. То се, наравно, слагало са његовим интелектуализмом, али је погрешно. Неприхватљива је и његова подела васпитних циљева на изразито спољашње и изразито унутрашње циљеве.
Хербартова психологија је потпуно интелектуалистичка. Он зна само за представе и удруживање представа. И зато је Хербарт васпитност наставе схватио само интелектуалистички. То се види по томе што је занемаривао тако важна васпитна средства као што су, на пример, морална средина, школска заједница, разредни организам. У целокупној Хербартовој психологији, етици и педагогији истиче се интелектуализам и недостатак смисла за емотивну вредност човековог доживљавања и за ону човекову вољу, одлуку, која извире из топлине личних склоности. И због тога његовим педагошким системом провејава карактеристична хладноћа. Његово схватање етике и психологије спречило га је да правилно и напредно разреши многе педагошке проблеме.
Његово учење о формалним степенима одводи нас у формализам, а само је сувише формалистичко. Хербарт радо нагиње схематичности. Целокупни Хербартов интелектуализам не пружа ученику, који је васпитан у духу његове педагогије, довољно могућности да се стваралачки развије у самосталну личност.
Ако свему томе додамо још ауторитативност његовог вођења и васпитања у ужем смислу, онда ће бити схватљиво да је Хербартова педагогија у много чему такође одражај конкретног друштвеног положаја апсолутистичке Пруске у првој половини XIX века.
Међу Хербартовим најодушевљенијим ученицима помиње се немачки педагог Туискон Цилер (Tuiscon Ziller), који је Хербартов формализам дотерао до врхунца и развио га до немогућих крајности.